# Barthélemy-Prosper Enfantin
Barthélemy Prosper Enfantin, född 8 februari 1796 i Paris, död 31 augusti 1864, var en fransk ingenjör, ekonom och utopisk socialist. Han var en av de ledande företrädarna för saintsimonismen.
Han lärde 1825 känna Olinde Rodrigues som introducerade honom till Henri de Saint-Simon. Enfantin hann träffa Saint-Simon, som avled senare samma år, bara en gång. Enfantin blev en utopisk socialist och var redan 1829 en av rörelsens ledare i Frankrike.
Han predikade fri kärlek och ville befria människorna från "äktenskapets tyranni". Tillsammans med Saint-Amand Bazard ledde han en saintsimoniansk sekt. Sektens ledare kallades Pères Suprêmes. Bazard bröt med Enfantin 1831. Den tyngsta stridsfrågan mellan dem var kvinnoemancipationen, något som Bazard var emot och Enfantin förespråkade. Efter att Bazard med sina anhängare lämnade sekten, blev Enfantin ensam ledare i rörelsen. Bland anhängarna kallades han Père Enfantin ("Fader Enfantin"). Enfantin sade sig vara utvald av Gud och hans sekt letade efter en kvinnlig messias men hittade ingen lämplig kandidat.
Enfantins grav finns på den berömda begravningsplatsen Père-Lachaise.